# 最上義雅
最上 義雅（もがみ よしまさ）は、江戸時代中期の旗本。最上氏の第15代当主。最上義智の子で、交代寄合（近江国大森陣屋5000石）としては2代目当主。

## 生涯
明暦2年（1656年）、最上義智の次男として生まれる。兄の孫三郎は早世しており、寛文7年（1667年）9月5日、12歳のときに継嗣として将軍徳川家綱に御目見している。
元禄10年（1697年）3月9日に父が没し、7月11日に遺跡を継承した。
元禄12年（1699年）1月9日、近江国大森陣屋（現在の滋賀県東近江市大森町）で没、44歳。大森村の隣村尻無村（現在の東近江市尻無町）にある菩提寺の妙応寺に葬られた。
末期養子として、永井直増の次男（最上義如）を迎えた。

## 系譜
母は『寛政重修諸家譜』に義智の正室である「松平和泉守の養女」と記載されている。法名を渓台院殿といい、三条西実条の長女で、松平和泉守乗寿の養女になった人物である（最上義智#系譜参照）。
『寛政重修諸家譜』によれば、実子として1男1女が挙げられているが、男子（八十郎）は早世し、女子は事績の記載がない。